# Eric Mathias von Nolcken
Eric Mathias von Nolcken, född 24 maj 1694 i Riga, död 18 oktober 1755 i Stockholm, var en svensk friherre och diplomat.

## Biografi
Eric Mathias von Nolcken var son till lantrådet på Ösel Christoffer Reinhold von Nolcken och Ingeborg Christina Stackelberg.
von Nolcken inträdde i kansliet 1716, och var kommissionssekreterare i Berlin 1720–25 och 1726–29. Han blev regeringsråd i Pommern 1730, vice statssekreterare vid utrikesexpeditionen 1733, och var extraordinarie envoyé i Sankt Petersburg 1738–41, under vilken tid han förde de förhandlingar med dåvarande prinsessan Elisabet av Ryssland vilka avbröts av krigsutrottet 1741. Nocken var en av kommissarierna vid fredskongressen i Åbo 1743, blev statssekreterare 1744, hovkansler 1747 och president i Göta hovrätt 1750. En av von Nolcken författad berättelse om rikets tillstånd 1719–42 trycktes 1889 i Historisk tidskrift.
von Nolcken naturaliserades som svensk adelsman 1726 och upphöjdes 1747 till friherre.
Han var gift med Christina Margareta Lode från Livland och friherrinnan Anna Regina Horn af Åminne. Han var i första äktenskapet far till Gustaf Adam von Nolcken och Fredric Nolcken.